# BPS バトルプログラマーシラセ
『BPS バトルプログラマーシラセ』（ビーピーエス バトルプログラマーシラセ）は、独立UHF局を中心に2003年10月から放送されたAIC制作のUHFアニメである。なお、「BPS」の表記は、タイトルロゴでは「bpS」となっている。

## 概要
初回放送では1話を3分割した15分バージョン全15話が放送された。また、再放送では30分バージョン全5話が放送された。様々な明かされていない伏線がある他、最終回のラストは話に続きがあることを匂わせているが、現在に至るまで続編の制作はされていない。この作品の特色的な所は、放送前に全く何のアナウンスも無かった事、ゲリラ的とも言える突発的な登場だった事である。同じ枠である瓶詰妖精のB面扱いだった事や、1話を三分割した事からも穴埋め作品的位置づけと言える。
2018年7月21日に行われた第57回日本SF大会（ジュラコン）分科会企画「BPS バトルプログラマーシラセの二期ってまだぁ？」（ニコニコ動画の日本SF大会チャンネルによってネット生配信された）に登壇した監督の林宏樹と脚本のJ/R桜島液が語った事によると、『魔法少女プリティサミー』のキャラクターとして、天野美紗緒が登場しているが、これはあくまでもスター・システムであり、「天地無用シリーズ」のスピンオフでは無いとの事。また、前述の魔法少女プリティサミーの天野美紗緒を含むオリジナルキャラクターの原案は林宏樹に依るものなので（スタッフリストに原案者として明記されている）所謂「借り物」では無い。
ゲリラ的ならではのいくつかの拘り的な「ネタ」が随所に散りばめられているのも この作品が一部で熱狂的に支持される理由である。劇中で出てくる「鋭敏電子」はシャープ のもじりであり、一話のパソコン・X68000に拘る登場人物達や、劇中で爆破される鋭敏電子幕張支社ビルが、シャープ機種の雑誌『Oh!X』で連載されていた「シャープに爆弾を仕掛ける会」（シャープが新機種を出す度に互換性を無視したりするので、どこかの平和団体のように時限爆弾を掲げ、シャープがユーザーサイドに立った動きを見せれば戻し、無視しているようなら進めるという企画）のオマージュであったりするなど、知らない人間にはサッパリ分からないが、別に知らなくても支障はないように隠しコマンドのように重層的に、分かった時には痛快とも言える、ありとあらゆる「ネタ」が埋め込まれている事である。 
これは既存アニメ作品のネタを繋ぎ合わせるだけのパロディ作品とは一線を画す作りである。 二話では敵役であるアメリカ王のクライアントが朝鮮総連を臭わすような描き方、海上保安庁のマスコットがさりげなく配置されたりするカット、三話では自衛隊と在日 米軍との微妙な関係や核武装などをさらりと描いて、繰り返してみると新たな発見がある 作り方をしている。 このようなある種の哲学が根底にあり、天丼（繰り返しギャグ）である秋月がBPS と美紗緒が行っている行為を破廉恥な行為と誤解し、見なかった事にして言う台詞、 超法規的措置さえもその深層にある濃密なネタを隠微する装置にしかすぎないという見方ができる。 
ロリータ・コンプレックス的なエロい描写もあるが、裸などは出てこず、登場人物が誤解する行為も実際には行われておらず、言葉のみで視聴者にイメージさせているのもこの作品の非凡なところである。ある意味、昨今の寸止めアニメの逆説的手法である。画面が上下に微妙にブレるアナログセル画アニメ的な動きがあるが、2003年時点で AICは完全にデジタルアニメに移行しているので、これは意図的なエフェクトであると林とJ/R桜島液は語っている。
ITmedia +D PC USERに記事を執筆するライターの瓜生聖が記事の画像内で、やたらとさり気なくBPSを引用する事で知られていた。今なお（一部で）支持が多いことなどから、続編再開の期待がかけられる異端のカルト作品である。『BPS バトルプログラマーシラセ』は当初はネットで、配信される事を前提に企画されていて、後にテレビ放送に形態が変わった（上記の様に穴埋めとして持って来られた）巷で言われる「打ち切り」にされた訳ではなく、最初から予算内話数限定で制作された。

## あらすじ
天才的頭脳で超人的な演算処理能力を持つ男・バトルプログラマーシラセ（BPS）こと白瀬慧は、ハッカーの間で知らない者のいない天才ハッカーである。東京物理大学戦略ネットワーク研究室に「研究生」として在籍しながら、小さなソフトウェア会社でバイトをして、ダラダラと毎日を過ごす白瀬には、美紗緒も知らない裏の顔が……。金銭では動かない彼を満足させるマニアックな報酬次第では、クライアントから依頼を受けて、得意のハッキング能力で様々な事件を解決しているのだった。アメリカ王の熾烈なサイバー攻撃を潜り抜け、様々な困難に直面しながらも、依頼内容を達成していく。

## 登場人物
白瀬慧（しらせ あきら）
声 - 中井和哉
本作の主人公。一見、だらしない青年だが、その正体は「バトルプログラマーシラセ（BPS）」の名で知られる超人的ハッカー。室町時代から続く香川県の名門、白瀬家の長男。28歳。天野美紗緒の大叔父にあたる。
恩師である林教授に紹介された依頼により、尾瀬倫太郎などと熾烈な電子情報戦を繰り広げ、数々の困難な依頼を達成する。ただし、金では動かず、PCやオタク関係のレアアイテムと引き換えで依頼を引き受ける。普段は総武線錦糸町駅近くにあるK&Kビルのニコニコ堂で、アルバイトのプログラマーとして働いている。
出身地は香川県さぬき市。高校時代にゲームセンターで不良少年に絡まれ、現場に居合わせた本木紗英に救われたことがある。後に本木が天文部に所属していることを知り、高校を卒業するまで交友関係を深めた。高校を卒業した後は三浦プログラミングスクール（MPS）というコンピュータ専門学校に入るが、中退した後、東京物理大学に入学した。
現在は、親戚が居る千葉県習志野市にあるアパートに住み、大学に院卒後研究生として在籍する所謂オーバードクターであるが、美紗緒には大学を卒業していないと思われている。
必殺技はダブルコンパイルとメテオリック・スリーシスターズ。趣味は「特別な本屋」（ネコミミキャラオンリーの同人誌即売会のこと）に行くこと。
天野美紗緒（あまの みさお）
声 - 福圓美里
慧の姉の孫娘。大習志野学園初等部5年3組の生徒。11歳。父の天野繁樹が貿易関係の仕事で単身赴任しているため、現在は母の天野琴恵と二人暮し。近くに住む慧に思いを寄せ、遊びに行くことが多い。クラスメイトに悦子や、転校生の柚木頼子がいる。本木紗英が彼女達の担任の先生であり、最近は彼女に中等部の川原丈を無理矢理、恋人にさせられそうになり、迷惑している。バレエ、ピアノ、書道を習い、多忙な日々を送っている。
番組の次週予告を担当する。締めのセリフは「来週もまうまう」。
白瀬美津子（しらせ みつこ）
声 - 横尾まり
多くの医者や代議士を送り出した名門白瀬家の現当主で白瀬慧の異母姉。天野琴恵の母で、天野美紗緒の母方の祖母。後に白瀬の生活ぶりを心配して見合い話を持ちかける。
天野琴恵（あまの ことえ）
声 - 田中敦子
美紗緒の母でパッチワーク教室の先生。子育てに熱心なのか、美紗緒に様々な習い事をさせている。白瀬美津子の娘で慧の姪に当たるが、年齢の事もあり姉弟の様な関係。
天野繁樹（あまの しげき）
美紗緒の父で、貿易関係の仕事で海外に単身赴任中。作品の中では名前が紹介されるだけで登場しない。
本木紗英（もとき さえ）
声 - 永島由子
大習志野学園の体育教師。年齢は26歳。高校時代、ゲームセンターで不良少年に絡まれていた慧を救い、後に同高校の天文部に所属していることを知り、交友関係を深める。慧に勉強を教えられ、高校を卒業することが出来た。最近まで会う機会がなかったが、秋葉原で偶然にも出会う（ただし泥酔していたため記憶に無い）。そして見合いの相手としてホテルニュービューティフル習志野ザ・グレートで運命的な再会を果たす。
柚木頼子（ゆのき よりこ）
声 - 折笠富美子
アメリカ情報海軍所属の情報技術将校中佐。年齢は10歳。アメリカ海軍基地の地下にある固定式対コンピュータフリゲート情報潜行艦B-2UNITのキャプテンでインターネットの海を監視している。防衛庁のコンピュータを死守したプログラマーに思うところがあり、休暇願いを出して日本に戻った。大習志野学園初等部に転校して天野美紗緒の友達になるが、その目的は防衛庁のコンピュータを死守した白瀬慧に近づく口実を作り、スカウトする為だった。しかし、間もなく情報海軍に呼び戻されてしまい、アメリカ王のサイバー攻撃に苦戦している所を慧に救われる。必殺技はマイクロウェーブバスターウイルス。
坂本悦子（さかもと えつこ）
声 - 桜川朝恵
大習志野学園初等部5年3組の生徒であり、天野美紗緒のクラスメイトでもある。
林教授（はやしきょうじゅ）
声 - 土師孝也
東京物理大学戦略ネットワーク研究室教授で電子情報戦の権威。慧は林から仕事の依頼人を紹介される。所謂、仲介人。研究室で猫のピートを飼っている。
秋月郁（あきづき かおる）
声 - 家中宏、桜川朝恵（子供）
各話に登場するのは、どれも同姓同名で容姿が似ている別人だが、バツイチで子持ち、女性の好みのタイプはイザベル・アジャーニ、少年期に電話ボックスに閉じ込められた精神的外傷を背負うという共通点を有する。各話の職業は鋭敏電子社員渉外担当、海上保安庁第3管区二等海上保安正、陸上自衛隊幕僚監部三佐、ホテルニュービューティフル習志野ザ・グレートのブライダルコンサルタント一級結婚仲介士、警視庁公安部警部補である。
毎回、タイミングの悪い時に依頼の為に慧のところへ訪れ、状況を勘違いしてしまう。一人の不幸な少女の人生を仕事のためにあえて見て見ぬふりをする男。決めセリフは「これは超法規的措置」「見なかったことにしよう！」
尾瀬倫太郎（おぜ りんたろう）
声 - 高戸靖広
通称アメリカ王。年齢は27歳。鋭敏電子アメリカ研究所のシステムエンジニアをしているが、同時にキャラテック社という非合法で危険なコンピュータ関係の仕事を請け負う闇会社の最高責任者でもある。慧と熾烈な電子情報戦を繰り広げるが、毎回の如く撃沈される。20歳から40歳のタバコを吸わない健康な女性でアイロン掛けの上手いお嫁さんを募集中。
斎藤英樹（さいとう ひでき）
声 - 高橋広樹
キャラテック社の社員で尾瀬倫太郎の腹心。頼りないように見えて実は、さりげなく有能な部下。
川原砂姫（かわはら さき）
声 - 横手久美子
総武線錦糸町駅近くにあるK&Kビルのパブ・ねこみみにみみずくの店員。2年前に両親を失い、現在は弟の丈と一緒に暮らしている。ある日、上の階で働く慧がコンピュータに詳しいということを知り、パソコンのセットアップを頼み込む。しかし美咲がこれを察知してマンションに押しかけ、慧を拉致しようとしたため現場に居合わせた砂姫は事件に巻き込まれてしまう。慧の機転で助かったが、彼に運命的なものを感じている。
川原丈（かわはら じょう）
声 - 鈴木千尋
大習志野学園中等部1年でサッカー部に所属。本木紗英の策略で天野美紗緒の恋人にさせられそうになっている。誠実な性格の美男子。
美咲（みさき）
声 - くじら
パブ・ねこみみにみみずくの店員だが、その実態はMPSの工作員で、慧を拉致する為に川原砂姫を利用して彼女のマンションに誘き寄せようと画策した。しかし、慧の罠に踊らされて最後は三浦トオルに見限られる。筋肉質のオカマ。
藤本店長（ふじもとてんちょう）
声 - 中嶋聡彦
秋葉原にある電気店の店長で、多発するシステムエンジニアの拉致事件で自分も標的になるのではないかと心配していた慧にかんしゃく玉を勧めた。
三浦亨（みうら とおる）
声 - 松山鷹志
MPSの校長でアメリカ財界の名門、ミュラー家の出身と言われている。年齢は自称48歳。様々な分野の有能エンジニア拉致事件に関与しており、慧も再び自分の許に引き込もうと画策する。日本国籍は三十数年前に取ったらしい。
三浦ミカ（みうら ミカ）
三浦トオルの娘でMPS所属の天才少女。年齢は12歳。中学一年生。OPムービーでトオルと一緒にシルエットで出ている。また、最終話でトオルと一緒に車で遠くから慧を観察しているシーンが一瞬だけ描かれる。黒幕的な雰囲気を出しながらも、出番はそれだけで一声も発していない。三浦亨が「ミカも会いたがっている」と語っていることから、過去に白瀬と関わりがあったことがうかがわれる。

## その他キャスト
- ウェイトレス - 桜川朝恵、松島可奈
- 同人誌即売会みみけっと売り子 - J/R桜島液
- 客 - J/R桜島液、林宏樹
- 警備員 - 飯島肇
- 本木紗英のおばさん - くじら
- ナレーション - 土師孝也

## スタッフ
- 企画 - GANSIS、AIC
- 原案・監督 - 林宏樹
- シリーズ構成 - J/R桜島液
- キャラクターデザイン・総作画監督 - 牧野竜一
- メカニックデザイン・メカ総作画監督 - 橋本敬史
- 美術監督 - 高橋麻穂
- 色彩設計 - 大西峰代
- 撮影監督[1] - 鮎田善史
- 3Dディレクター - 井口光隆
- 編集 - 右山章太
- 音響監督 - 亀山俊樹
- 音楽 - 長岡成貢
- プロデューサー - 森山敦、川﨑とも子
- アニメーションプロデューサー - 渡辺欽哉
- アニメーション制作 - AIC
- 製作・著作 - BPS製作委員会

## 主題歌
オープニングテーマ「suddenly」
作詞・作曲・歌 - 天方直実 / 編曲 - 久保こーじ
エンディングテーマ「Pure enough」
作詞・作曲・編曲・歌 - 松浦有希

## 各話リスト
| 話数     | サブタイトル                                                       | 脚本      | 絵コンテ | 演出       | 作画監督          |
| -------- | ------------------------------------------------------------------ | --------- | -------- | ---------- | ----------------- |
| Episode1 | 登場のBPS! イ-mode VS スーパーコンピューター アメリカ王も登場!     | J/R桜島液 | 林宏樹   | 林宏樹     | 牧野竜一 橋本敬史 |
| Episode2 | 熱風のBPS! スクール水着な臨海学校は甘く危険で美紗緒ちゃん危機一髪! | J/R桜島液 | 林宏樹   | 川島宏     | 牧野竜一 橋本敬史 |
| Episode3 | 危うしのBPS! 凄腕女プログラマーは、小学生!?                        | J/R桜島液 | 林宏樹   | 山内東生雄 | 佐藤道雄          |
| Episode4 | 寿引退? BPS! 色即是空のお見合い相手は紗英先生                      | J/R桜島液 | 吉田英俊 | 鎌仲史陽   | 柳瀬雄之          |
| Episode5 | 惑いのBPS! 女スパイ? の甘い罠 いい日旅立ち拉致監禁                 | J/R桜島液 | 林宏樹   | 岡崎幸男   | 牧野竜一 橋本敬史 |

テレビ版最終回の冒頭でナレーターが視聴者に向けて挨拶する個所があるが、その中で「放映エリア以外にて、極めて特殊な方法によってPCモニター上などでご覧の皆さん」「海外で、勝手に字幕をつけてご覧の皆さん」というくだりがある。この前口上はDVDには収録されていない。

## 放送局
| 放送地域   | 放送局             | 放送期間                | 放送日時           | 放送系列       | 備考             |
| ---------- | ------------------ | ----------------------- | ------------------ | -------------- | ---------------- |
| 広島県     | テレビ新広島       | 2003年10月3日 -         | 金曜 26:00 - 26:30 | フジテレビ系列 |                  |
| 神奈川県   | TVK                | 2003年10月4日 -         | 土曜 23:45 - 24:15 | 独立UHF局      |                  |
| 埼玉県     | テレ玉             | 2003年10月5日 -         | 日曜 24:50 - 25:20 | 独立UHF局      |                  |
| 京都府     | KBS京都            | 2003年10月6日 -         | 月曜 25:25 - 25:55 | 独立UHF局      |                  |
| 中京広域圏 | メ〜テレ           | 2003年10月10日 -        | 金曜 26:55 - 27:25 | テレビ朝日系列 |                  |
| 日本全域   | キッズステーション | 2004年2月19日 -         | 木曜 24:00 - 24:30 | CS放送         | リピート放送あり |
| 日本全域   | AT-X               | 2017年5月17日 - 6月14日 | 水曜 21:30 - 22:00 | CS放送         | リピート放送あり |